# Yeniköy, Cide
Yeniköy là một xã thuộc huyện Cide, tỉnh Kastamonu, Thổ Nhĩ Kỳ. Dân số thời điểm năm 2008 là 281 người.